# 王小燕
王小燕（1957年9月—），女，汉族，吉林长春人，中国舞蹈家，中国舞蹈家协会副主席，第十二届全国政协委员。